# Karin Posch
Karin Posch (14 de diciembre de 1961) es una deportista austríaca que compitió en judo. Ganó una medalla en el Campeonato Mundial de Judo de 1982, y cinco medallas en el Campeonato Europeo de Judo entre los años 1981 y 1985.

## Palmarés internacional
| Campeonato Mundial | Campeonato Mundial  | Campeonato Mundial | Campeonato Mundial |
| Año                | Lugar               | Medalla            | Categoría          |
| ------------------ | ------------------- | ------------------ | ------------------ |
| 1982               | París (Francia)     | Medalla de bronce  | –72 kg             |
| Campeonato Europeo |                     |                    |                    |
| Año                | Lugar               | Medalla            | Categoría          |
| 1981               | Madrid (España)     | Medalla de bronce  | –72 kg             |
| 1983               | Génova (Italia)     | Medalla de bronce  | –72 kg             |
| 1983               | Génova (Italia)     | Medalla de bronce  | Abierta            |
| 1985               | Landskrona (Suecia) | Medalla de plata   | Abierta            |
| 1985               | Landskrona (Suecia) | Medalla de bronce  | –72 kg             |